# 32275 Limichael
32275 Limichael este o planetă minoră (asteroid), cu un diametru de 2,926 km, din centura de asteroizi. A fost descoperită pe 1 august 2000 la Experimental Test Site⁠(d) de Lincoln Near-Earth Asteroid Research. 
Obiectul prezintă o orbită caracterizată de o semiaxă mare de 2,5304226 UAi, o excentricitate de 0,05, o înclinație de 3,52484 ° în raport cu ecliptica.